# Alchemilla semisecta
Alchemilla semisecta är en rosväxtart som beskrevs av Robert Buser. Alchemilla semisecta ingår i släktet daggkåpor, och familjen rosväxter. Inga underarter finns listade i Catalogue of Life.